# Detekcija ivica
Detekcija ivica uključuje različite matematičke metode koje imaju za cilj identifikaciju ivica, definisanih kao krive na digitalnoj slici na kojima se osvetljenost slike naglo menja ili, formalnije, ima diskontinuitet. and Karl R. Stromberg Isti problem pronalaženja diskontinuiteta u jednodimenzionalnim signalima poznat je kao detekcija koraka, a problem pronalaženja diskontinuiteta signala tokom vremena poznat je kao detekcija promena. Detekcija ivica je osnovni alat u obradi slike, mašinskom i kompjuterskom vidu, posebno u oblastima detekcije i izdvajanja karakteristika.

## Motivacije
Svrha otkrivanja oštrih promena u osvetljenosti slike je da se spoznaju važna događanja i promene u svojstvima sveta. Može se pokazati da pod prilično opštim pretpostavkama za model formiranja slike, diskontinuiteti u osvetljenosti slike verovatno odgovaraju:
- diskontinuiteti u dubini,
- diskontinuiteti u površinskoj orijentaciji,
- promene svojstava materijala i
- varijacije u osvetljenju scene.

U idealnom slučaju, rezultat primene detektora ivica na sliku može dovesti do skupa povezanih krivih koje ukazuju na granice objekata, granice površinskih oznaka kao i krive koje odgovaraju diskontinuitetima u površinskoj orijentaciji. Stoga, primena algoritma za detekciju ivica na slici može značajno smanjiti količinu podataka koji se obrađuju i stoga može filtrirati informacije koje se mogu smatrati manje relevantnim, uz očuvanje važnih strukturnih svojstava slika. Ako je korak detekcije ivica uspešan, naknadni zadatak tumačenja sadržaja informacija u originalnoj slici može biti značajno pojednostavljen. Međutim, nije uvek moguće dobiti takve idealne ivice iz realnih slika umerene složenosti.
Ivice izdvojene iz netrivijalnih slika često su otežane fragmentacijom, što znači da ivične krive nisu povezane, nedostaju segmenti ivica kao i lažne ivice koje ne odgovaraju zanimljivim pojavama na slici – što komplikuje kasniji zadatak tumačenja podataka slike.
Detekcija ivica je jedan od osnovnih koraka u obradi slike, analizi slike, prepoznavanju uzoraka slika i tehnikama kompjuterskog vida.

## Literatura
- M. Gupta, S.N. Tazi, A. Jain and Deepika, "Edge Detection Using Modified Firefly Algorithm", Computational Intelligence and Communication Networks (CICN) 2014 International onference on, pp. 167-173, 14-16 Nov. 2014.
- Mukesh Gupta; S.N. Tazi; Akansha Jain;  . (2014). „Edge Detection Using Modified Firefly Algorithm”. doi:10.1109/CICN.2014.48.
- Lindeberg, Tony; Jérémie Jakubowicz (2001) [1994], „Edge detection”,  Ур.: Hazewinkel, Michiel, Encyclopedia of Mathematics, Springer Science+Business Media B.V. / Kluwer Academic Publishers, ISBN 978-1-55608-010-4
- Rafael Grompone von Gioi; Jérémie Jakubowicz; Jean-Michel Morel; Gregory Randall (2012-03-24). „A-contrario line segment detection with code and on-line demonstration”. IPOL Journal · Image Processing On Line. doi:10.5201/ipol.2012.gjmr-lsd.

## Dodatna literatura
- Entry on edge detection in Encyclopedia of Computer Science and Engineering. ISBN 9780470050118.

## Spoljašnje veze
- Edge Detection using FPGA
- Edge detection using MATLAB
- Subpixel edge detection using Matlab Архивирано на веб-сајту  (16. децембар 2021)
- Image Tools Effects - Edgedetect
- Edge Detection for Image Processing